# ۱۴ جوی
۱۴ جوی یک ستاره است که در صورت فلکی جوی قرار دارد.